# 増岡弘
増岡 弘（ますおか ひろし、1936年〈昭和11年〉8月7日 - 2020年〈令和2年〉3月21日）は、日本の声優、俳優、ナレーター。埼玉県出身。最終所属は東京俳優生活協同組合。

## 生涯

### 生い立ち
埼玉県南埼玉郡（現在のさいたま市岩槻区）出身。実家は農家で、父親は農業に誇りを持っていたという。後年には、食料の大半が自給自足だったと明かしている。
中学時代、担任の教師が日本画の日展に出品するなど画家としても活動しており、その教師に魅せられて絵描きを志す。
中学卒業後、「絵だけでは食べていけないな」と思い直し埼玉県立大宮工業高等学校へ進学するも、諸事情で中退。その後は絵を学ぶため東京芸術大学美術学部に進学したが「自由な絵を描きたい」という理由から2年で再び中退。最終的に、文化学院文化芸術科を卒業した。
大学在学時、東京都阿佐谷にあった中華料理店のアルバイトでサンドイッチマンをしていた際に、同僚の誘いで演劇の世界に入る。当時の増岡は俳優活動に興味がなく「その場で終わってしまうお祭り騒ぎみたいなことをして喜んで、その後に何が残る？しかも演劇は集団でやるものだから、自分の個性を自由に発揮できるものじゃない。何でこんなことするんだ？」と演劇自体にも否定的であったが、美術が好きだったため舞台美術の仕事に参加するようになった。

### キャリア
とある公演の舞台美術を担当した際、出演する人物が資金を持ち逃亡したため、急遽その人物の代役を担当。台詞を忘れるなど恥ずかしく悔しい思いをし、「もう一度やり直したい」と希望したことがきっかけで役者に転向する。
1957年、井上真樹夫ら仲間と共に劇団表現座を設立。知り合った劇作家の寺山修司からは大きな影響を受けたといい、俳優活動を本格的に始めたのも寺山に誘われる形だったという。
1959年、友人を頼り名古屋へ移住し、中部日本放送放送劇団オーディションに応募し合格。同劇団の専属となる。
1961年、中部日本放送の東京支社に出入りしていた際、近隣にあった喫茶店のマスターからマネージャーを紹介してもらったことで、東京俳優生活協同組合に所属。
1967年、寺山が主宰する劇団・天井桟敷の第一回公演『青森県のせむし男』ではせむし男を演じ、主演を務める（ただし、諸事情から同劇団員ではなかったため、外部出演であった）。
声優としては、テレビ草創期から活躍。活動を開始した時期に関して、本人は後のインタビューで「よく質問をされるんですけど、そう聞かれると頭をひねっちゃう。いつだったか、ほとんどわからないんですよ」と述べている。ただし、テレビアニメの初出演は『狼少年ケン』の大熊役だった。
声優業以外にも、1986年からは若手俳優育成のために劇団「東京ルネッサンス」を主宰していた。また、東京アニメーター学院で声優科の講師も務めていたほか、日本各地で講演活動も行なっていた。

### 晩年・死去
2018年、第12回声優アワードにて功労賞を受賞。
2019年8月、長年演じた『サザエさん』のフグ田マスオ役を同年8月18日放送分で、『それいけ!アンパンマン』のジャムおじさん役を同年8月9日放送分で卒業。二作ともに、増岡本人から高齢による番組卒業の申し出があったという。増岡は後に「（卒業は）とても辛かった」としながらも、高齢で体力が落ちていくことを実感するなか「（今後も視聴者に）勇気や元気など色んなものを伝えられるのか」と考えたことがきっかけで、作品の今後を思い持ち役をふさわしい人にバトンタッチするべきと決め、卒業に至ったと語っている。
上記の卒業発表の前後約1か月には、担当する『有吉くんの正直さんぽ』のナレーションを体調不良のため、一時降板していたが、9月から復帰。以降、増岡の出演作は同番組のみとなっていた。
2020年（令和2年）3月21日午前2時53分、直腸がんのため死去。83歳没。近親者のみで葬儀、告別式を済ませてから3月26日にメディアへの発表がなされた。
死去を受け、同年3月29日放送の『サザエさん』では追悼のテロップが流れ、増岡の後任でマスオ役を担当する田中秀幸も「増岡さんとは昔からたくさんの番組でご一緒させて頂きました。優しい笑顔、楽しいお話し、穏やかなお人柄。全部ずっと覚えています。どうぞ安らかにお眠り下さい」と追悼のコメントを発表した。また『有吉くんの正直さんぽ』では、同年4月4日放送分にて序盤にテロップが流れた後、番組終了後には追悼のVTRを放映した。

## 特色・人物
声種はハイバリトン。
「声質が変わらない」と評されることが多く、これについて「きっと声というのは心が出すものだから、心さえ変わらなければ、いつまでも変わらないでできる…声というのは年を取らないという風に思ってますよね」と語っている。
特撮作品では悪役が多く、数々の怪人を演じ、俳優として出演した作品もある。
特技は落語。二代目柳家さん助の門下で、高座名は益々家ちゃん助（ますますや ちゃんすけ）であった。
趣味は味噌づくり（後述）。味噌の他にも漬物や野菜をはじめ、陶器もつくるなど自給自足の生活を続けた。自宅は、西武鉄道から廃品の枕木を購入しログハウス風のものを自作したという。
健康は常に意識し、「健康を保ちながら、毎回アフレコに行くということ。実は声優の仕事なんて誰でもできるけど、それを長く続けることが大変なんだ、表現しているときよりも普段のときの自分が大事なんだ、とつくづく思います」と述べている。
健康、福祉、家庭教育などのテーマで講演活動も行っていた。
兄弟がたくさんいる。自身は次男で、兄、妹がいる。

### 味噌づくり
趣味の一つに味噌作りがあった。自然団法人「みそひともんちゃく」の代表を1979年の設立から解散する2017年まで務めたほか、味噌に関する著書もあった。
幼少期に農家の父親を手伝っていたことから作り方は自然と熟知していたといい、1970年代に子どもが小児ぜんそくを患った際に食生活の改善を考えたことで始めるようになったという。自著では「僕が総理大臣だったら、みそは自給自足以外認めませんよ」と語っている。
増岡が主宰する「みそひともんちゃく」には声優仲間など多くの人が集い、大豆や麹を共同購入して毎年冬に味噌の品評会をしていたという。品評会では実績に応じて位が与えられ、それが上がっていく遊びを楽しんだといい、増岡は「位を超越した『開祖』」だったという。
自身の味噌のこだわりは、米麴でなく麦麴を使うことだった。その一方、米麹と麦麹を混ぜたものを使用したこともあった。
味噌の出来栄えは、その年の気候や保管状況にも左右されるため「成功の『幅』は広めにとっておき、失敗も楽しんじゃう」ようにしており、声優としての心構えにも通じるものがあったという。

## エピソード

### 仕事に対する姿勢
役作りをする際には、最初に不相応な芝居を考えたうえで、そこから演技方針を狭めていくという。これは、若手時代に出演した作品で黒人役となった際に“黒人”という先入観で声を潰して演技をしたところ、ディレクターから「その人物の置かれた立場を演じて欲しい」と言われた失敗談から、声優の仕事は「声を作ること」ではなく「人物を作ること」だと再認識したためだとしている。
後進の育成に積極的で、複数の専門学校や養成所で講師を務めた。教え子の松本祐一によると、増岡の厳しい指導は学生の間で有名だったといい、これに増岡は「やり過ぎちゃいけないかなと思う時もある」としつつ「私は嫌われてもいいから本当のことを言おうと決めています。指導者は指導してこそ指導者なのですから」「あたりさわりのないアドバイスをしていては、100年経っても声優になんかなれません。学生には、卒業するまでの間でたった一つでいいから、自分自身にバチッとハマる『この人にしかない魅力、この人でなければならない仕事』にめぐり会えるきっかけを見つけてほしいと思っています」と語っていた。

### 『サザエさん』
『サザエさん』では、近石真介の後任として2代目・フグ田マスオ役を、1978年6月11日放送分から2019年8月18日放送分まで約41年担当した。
引き継ぎに関して、オーディションは行われなかったという。ある日、ディレクターの岡本知から連絡を受けたことで収録スタジオを訪れたところ、突然台本を渡され、事情をよく把握しないまま声を収録。後日、2代目のマスオ役に決まったと連絡を受けたという。そのため、増岡は非常に驚いたといい「自分の姓が増岡（ますおか）だから選ばれたのだろう」と考えたという。
近石は先輩にあたるが、趣味の味噌づくりなどを通して交友があった。また、新人時代に増岡は近石から「増岡さん、役者というのは一つの会社に例えるとよくわかるよ。何を作るか、作ったものは今の世に必要か、宣伝して誰もが知っていることか、売れるものの確認、それらを行う社長や社員はみんな自分の中にあるんです。自分を一つの会社と思ってみてください。そうすると、おのずと皆で仲良く協力していいものを作れるし売れないはずはない」との言葉をかけられたといい、自身の役者人生に大きな影響を与えたという。
マスオ役の経験から、『ドラゴンボールZ』など他作品で役の引き継ぎをする際は、あえて前任の演技を意識しないようになったという。
演じる際は「えぇ〜!?」など何気ない台詞や感嘆詞に独特の台詞回しをすることで知られており、これらは増岡のアドリブなのだという。
一番好きなマスオの台詞には、平凡だが温かい響きがそこにあるとの理由で「ただいま〜」「いってきま〜す」を挙げている。
『サザエさん』の収録については、日常生活のようなものになっていたため仕事をしたという実感がまったくしなかったが「そこが良さでもある」と語っている。待遇面に関しては苦言を呈することもあったが、番組自体については、さりげなく礼儀作法など大切なことを教えてくれる作品だとしている。

### 『それいけ!アンパンマン』
『それいけ!アンパンマン』では、1988年10月3日の初回放送から2019年8月9日放送分まで、ジャムおじさん役を長年演じていた。
ジャムおじさんについて増岡は、子供たちに理解してもらえるよう、冷たい言い方をせず「言葉の温度」を意識し、演じていたという。また「（共演者）みなさんの優しさがちゃんと言葉の温度になっていて、あれは子供たちに受け入れやすいと思うんですよね。」「だから『アンパンマン』は満足感があり、いい作品だなーって。いつまでも世界の子供達に見てもらいたいと思い続けている作品です」と語っている。
長年共演してきたスタッフやキャストとは交友があった。アンパンマン役の戸田恵子は増岡について「（レギュラー陣の中で）年長者なので、私達は「師匠」と呼んでいる」と話し、カレーパンマン役の柳沢三千代は放送初期に思い悩んでいたころ、増岡からそっとお茶に誘われ励ましの言葉をもらったことを明かしている。また、戸田によるとホラーマン役の肝付兼太が死去した際の増岡はかなり落ち込んでいたといい、戸田は「同世代ですものね。当然ですよね」と述べている。
番組を卒業した後もスタッフ・キャストとは引き続き交流があり、収録スタジオにもよく訪れたという。

### 『有吉くんの正直さんぽ』
『有吉くんの正直さんぽ』では、ナレーションを2012年の開始から担当。当番組が最後の仕事となるなど、最晩年を代表する出演作だった。
有吉弘行の毒舌をたしなめるナレーションが特徴だった。有吉によると、2019年に複数の作品を降板した後、『正直さんぽ』の続投に関しては不透明だったものの、「まぁ、さんぽぐらいやるかぁ」と増岡が続投を承諾したといい、有吉は「すごいよね。うれしいよ。愛着あるんだなぁって思って」「増岡さんが元気にやってくださってるみたいで、いいなぁって。うれしいなぁって思いました」と続投を喜ぶコメントをしていた。
2020年1月23日に収録された、同年1月25日放送分のナレーションが生前最後の仕事となった。関係者によると、スタジオ入りした際の増岡は体調が芳しくなく終始苦しげな表情を見せていたが、いざマイクを前にすると背筋がのび普段どおりの声を吹き込んだといい、スタッフが最後まで「これぞプロ！」と驚嘆する仕事ぶりを見せたという。
有吉は増岡が逝去した際、「正直さんぽを特別に可愛がってくださって感謝しかなかったです。一回ぐらい一緒に散歩しましょうという願いが叶わなかったのが残念です。本当にありがとうございました。」とコメントし、増岡を偲んだ。

## 後任
増岡の高齢に伴う卒業・体調不良に伴う降板および死後、持ち役・ナレーションを引き継いだ人物は以下の通り。
| 後任         | 役名           | 作品                                | 後任の初担当作品           |
| ------------ | -------------- | ----------------------------------- | -------------------------- |
| 池田昌子     | ナレーション   | 『お坊さんバラエティ ぶっちゃけ寺』 | 2019年8月12日放送分        |
| バッキー木場 | ナレーション   | 『諏訪部順一のとびだせ!!のみ仲間』  | 2020年3月7日放送分         |
| 玄田哲章     | ナレーション   | 『有吉くんの正直さんぽ』            | 2020年10月31日放送分       |
| 山寺宏一     | ジャムおじさん | 『それいけ!アンパンマン』           | 2019年8月16日放送分        |
| 森田了介     | 右大臣         | 『それいけ!アンパンマン』           | 不明                       |
| 田中秀幸     | フグ田マスオ   | 『サザエさん』                      | 2019年8月25日放送分        |
| 高岡瓶々     | アル・パウエル | 『ダイ・ハード2』テレビ朝日版       | スター・チャンネル追加録音 |
| 菊池通武     | リクター       | 『ウォー・ゲーム』                  | BD追加録音                 |

## 出演（俳優）

### テレビドラマ
- レモンのような女 第5話「夏の香り」（1967年、TBS）
- 大河ドラマ / 竜馬がゆく（1968年、NHK） - 郷士
- プレイガール 第41話「早く彼女にタオルをあげて」（1970年、12ch / 東映）
- 特別機動捜査隊 第477話「指名手配」（1970年、NET / 東映） - 星野
- おんな組アクション控 最終話「“火の用心”にご用心」（1972年、12ch / 三船プロ） - いたちの要助
- 木下恵介・人間の歌シリーズ / それぞれの秋（1973年、TBS）
- 八州犯科帳 第6話「夜空に燃える炎の女」（1974年、CX / C.A.L） - 十助
- 大盗賊（1974年、CX / 国際放映） - 瓦版売り
- バラ色の人生 第1話（1974年、TBS）
- おんな浮世絵・紅之介参る! 第19話「夜太郎危機一髪」（1975年、NTV / ユニオン映画）
- 太陽にほえろ!（NTV / 東宝）
  - 第195話「ある殺人」（1976年） - 川辺
  - 第224話「保証人」（1976年） - 遠山耕一（バスの運転手）
  - 第283話「激突」（1977年） - 清掃局職員
  - 第321話「朝顔」（1978年） - 現場作業員（グレーのシャツ）
  - 第326話「捜査」（1978年） - 上田
  - 第402話「島刑事よ、安らかに」（1980年） - 工員
  - 第419話「禁じられた怒り」（1980年） - モンタージュを確認する証人
  - 第504話「バイオレンス」（1982年） - 東商交通社員
  - 第560話「愛される警察」（1983年） - ワゴン車の運転手
  - 第594話「十年目の誘拐」（1984年） - ノミ屋
  - 第620話「素晴らしき人生」（1984年） - 夏川主任（ときわ家具工場）
  - 第628話「ヒーローになれなかった刑事」（1984年） - 新聞記者
  - 第685話「ロッキーの白いハンカチ」（1986年） - 藤田
  - 第712話「小鳥のさえずり」（1986年） - 一条家の隣人
- 気まぐれ天使（NTV / ユニオン映画）
  - 第13話「これっきり、もう……」（1976年）
  - 第28話「拾ったチョコを食べないで!」（1977年）
- 赤い衝撃 第24話「お願い私を一人にしないで!」（1977年、TBS / 大映テレビ）
- 熱中時代 刑事編 第8話「熱中刑事ついに結婚」（1979年、NTV） - 理髪店店員
- 大江戸捜査網（12ch→TX / 三船プロ）
  - 第467話「二人の夫をもつ花嫁」（1980年）
  - 第484話「大虐殺砂金の陰謀」（1981年）
  - 第492話「おんな隠密矢車お菊」（1981年） - 魚屋
- 俺はおまわり君 第7話「うなされる、夢は女と…」（1981年、NTV、ユニオン映画）
- 玉ねぎむいたら… 第6話「盗まれた免許皆伝」（1981年、TBS / オフィス・ヘンミ） - 警官
- 天まであがれ! パート1 第22話（1982年、NTV、ユニオン映画） - 警備員
- 事件記者チャボ! 第1話「チャボが大騒ぎでやってきた」（1983年、NTV / ユニオン映画） - 男一
- 特捜最前線 第468話「追跡・声紋No.105937!」（1986年、ANB / 東映）
- 夏家族（1987年、THK）
- 水曜グランドロマン / ぼくの娘を盗むのですか（1991年、NTV）

### 特撮
- マグマ大使 第14話「ドクロ島」（1966年、CX / ピープロ） - 岩崎博士（ルゴース3号）の部下
- 快獣ブースカ（NTV / 東宝 / 円谷プロ）
  - 第1話「ブースカ誕生」（1966年） - 野犬収容所の職員
  - 第17話「ブー冠・王冠・とんちんかん」（1967年） - 運転手
- 帰ってきたウルトラマン 第23話「暗黒怪獣 星を吐け!」（1971年、TBS） - 農民
- シルバー仮面 第9話「見知らぬ町に追われて」（1972年、TBS / 宣弘社） - 警官
- 変身忍者 嵐 第4話「怪人! 卍カマイタチ!!」（1972年、MBS / 東映）
- 超人バロム・1 第8話「毒液魔人ナマコルゲ」（1972年、YTV / 東映） - 代表
- ファイヤーマン 第13話「竜神沼の恐怖」（1973年、NTV / 円谷プロ） - 太一の父 ※ノンクレジット
- ロボット刑事 第9話「電気椅子スパイ!!」（1973年、CX / 東映） - 小学校の用務員

### 舞台
- セーヌ·エ·オワーズの陸橋（1962年、劇団表現座） - アルフォンソ[42]
- 青森県のせむし男（1967年、天井桟敷） - 大正松吉[43]

## 出演（声優）
※太字はメインキャラクター。

### テレビアニメ
1964年
- 狼少年ケン（1964年 - 1965年）

1965年
- 宇宙パトロールホッパ
- 鉄腕アトム (アニメ第1作)

1966年
- おそ松くん（時計屋、子分、おフランス軒の客、スモッグ一家の親分 他）

1967年
- かみなり坊やピッカリ・ビー
- 悟空の大冒険（ハンター、一ツ目）

1968年
- 怪物くん（キョーダイゴン）
- 巨人の星（1968年 - 1970年）
- サイボーグ009（1968年版）（ジェロニモ・ジュニア / 005）
- 魔法使いサリー（ぺス）

1969年
- ウメ星デンカ
- 海底少年マリン（子分A）

1970年
- あしたのジョー（1970年 - 1971年、太郎）
- 昆虫物語 みなしごハッチ（トクベエ）
- もーれつア太郎（警察署長、タクシードライバー）

1971年
- アタックNo.1
- さるとびエッちゃん
- 国松さまのお通りだい

1972年
- アストロガンガー（モンスター）
- アパッチ野球軍
- 海のトリトン（ゲルペス〈2代目〉）
- 樫の木モック（大蛇）
- ゲゲゲの鬼太郎（第2作）
- デビルマン（ザンニン〈初代〉、アダル）
- マジンガーZ

1973年
- ど根性ガエル（落語家師匠 他）
- バビル2世

1974年
- キューティーハニー
- グレートマジンガー
- ドロロンえん魔くん（1973年 - 1974年）
- てんとう虫の歌（一週間太）
- はじめ人間ギャートルズ（1974年 - 1976年）

1975年
- 少年徳川家康（奥山伝心斎）
- タイムボカン（ダンカン、鬼の頭）

1976年
- 大空魔竜ガイキング（プロメス）
- 新ドン・チャック物語（クロベエ、サイモン、コンコン太夫）
- 母をたずねて三千里（ドメニコ・ノーツェ）
- マグネロボ ガ・キーン
- まんが 花の係長

1977年
- 超電磁マシーン ボルテスV（1977年 - 1978年、ズール、岡長官、貴族B）
- ドカベン（1977年 - 1979年、多古八、伝吉さん、医師、理事長、会長、委員長）
- とびだせ!マシーン飛竜（オッカナビッチ）
- ヤッターマン（ガメハメハ大王）
- 若草のシャルロット（ジャクソン、ミッチェル、ボブソン〈2代目〉）

1978年
- 家なき子（パジェス）
- 一休さん
- サザエさん（1978年 - 2019年、フグ田マスオ〈2代目〉）
- 女王陛下のプティアンジェ（シルバー）
- 大雪山の勇者 牙王（団長）
- 宝島（1978年 - 1979年）
- はいからさんが通る（牛五郎）
- ペリーヌ物語（弟）
- 星の王子さま プチ・プランス（1978年 - 1979年、バード、ドンゴ）
- 魔女っ子チックル（高倉元太郎先生）
- まんが日本絵巻
- 未来少年コナン（グッチ）
- 野球狂の詩（1978年 - 1979年、丘、金太郎）
- ルパン三世 (TV第2シリーズ)

1979年
- 円卓の騎士物語 燃えろアーサー（トンタム）
- 銀河鉄道999（1979年 - 1981年、警官、グタラ、ガンデル、シャワード、老人、城主）
- こぐまのミーシャ（1979年 - 1980年、村長）
- 闘士ゴーディアン（アンノンジー）
- ドラえもん（テレビ朝日版第1期）（あばら屋の主人）
- 花の子ルンルン

1980年
- 怪物くん
- がんばれ元気（山谷勝三）
- サイボーグ009（1979年版）（ランドルフ）
- スーキャット（親方）
- 鉄腕アトム (アニメ第2作)（事務総長、五郎）
- ニルスのふしぎな旅（1980年 - 1981年、ネズミ、クマ 他）
- フウムーン
- ベルサイユのばら
- 無敵ロボ トライダーG7（信吉の父、ロッジの主人）

1981年
- うる星やつら
- ダッシュ勝平（岡崎）
- Dr.スランプ アラレちゃん（オーチャくん）
- ブレーメン4 地獄の中の天使たち（その他）
- まんが 水戸黄門
- ヤットデタマン（ドンホセ）

1982年
- 科学救助隊テクノボイジャー（室長）
- 逆転イッパツマン（弁慶）
- サイボットロボッチ（与作、Dr.デコ〈デコ山ボコ太〉）
- さすがの猿飛（猿飛小源太、お好み焼屋のおばちゃん）
- ときめきトゥナイト（チェシャ猫、ジョーズ三世）
- まいっちんぐマチコ先生（鹿児島老人、嵐先生、易者、金三のおじ）
- 魔法のプリンセス ミンキーモモ（1982年 - 1991年、王様） - 2シリーズ
- 南の虹のルーシー（パーカー）

1983年
- 亜空大作戦スラングル（マジシャン）
- イーグルサム（ボギー巡査）
- 子鹿物語（バッグ・フォレスタ）
- ナイン（克也の父）
- パソコントラベル探偵団（ゼンマイジカケ）
- プラレス3四郎（ロジャー）
- 魔法の天使クリィミーマミ（1983年 - 1984年、校長 他）
- まんが日本史（徳川家康、高橋景保）

1984年
- ガラスの仮面
- 超攻速ガルビオン（モーゼル）
- 牧場の少女カトリ（先生B）
- 名探偵ホームズ（トッド）
- 森のトントたち
- らんぽう（補佐望）

1985年
- あした天気になあれ
- おねがい!サミアどん
- ダーティペア（セールスマンA）
- タッチ（1985年 - 1987年、南の父）

1986年
- ゲゲゲの鬼太郎（第3作）（伊集院、モウリョウ）
- 青春アニメ全集「潮騒」（大山十吉）
- ドテラマン（弁慶）
- Bugってハニー（1986年 - 1987年、ワルドラド 他）
- めぞん一刻（トシゾー、ヤクザ）
- ロボタン

1987年
- アニメ三銃士（親方）
- エスパー魔美（1987年 - 1989年、佐倉十朗）
- がんばれ!キッカーズ（藤原）
- 新メイプルタウン物語 パームタウン編（ステルバーグ監督）

1988年
- ウルトラB（寿司屋）
- それいけ!アンパンマン（1988年 - 2019年、ジャムおじさん〈初代〉、アオキンマン、右大臣、モオさん、うま、ワニの男性、町の人）
- 鉄拳チンミ（老師ロー）
- ホワッツマイケル（伸之助）
- ミスター味っ子（ムスタキ）

1989年
- 昆虫物語 みなしごハッチ（1989年 - 1990年、村長、Dr.ビートル、トクベエ）
- ジャングル大帝（新）（クッター）
- 新グリム名作劇場（熊）
- 手塚治虫物語 ぼくは孫悟空（サゴジョー）
- 魔動王グランゾート（長老）
- レスラー軍団〈銀河編〉 聖戦士ロビンJr.（王羅・火メーン）

1990年
- キャッ党忍伝てやんでえ（左金五郎）
- ジャングルブック・少年モーグリ（アブドラ）
- それいけ!アンパンマン みなみの海をすくえ!（ジャムおじさん）
- ふしぎの海のナディア（ジャンのおじさん）
- 私のあしながおじさん（ウォルター・グリグス）

1991年
- 緊急発進セイバーキッズ（ホープ提督）
- ドラゴンクエスト ダイの大冒険（第1作）（テムジン）
- らんま1/2 熱闘編（小早川虎正）
- RPG伝説ヘポイ（船長）
- 笑ゥせぇるすまん（1991年 - 1992年、宇和目和夫、鵜飼寄道、同僚）

1992年
- クッキングパパ（1992年 - 1993年、東山常務）
- 大草原の小さな天使　ブッシュベイビー（ギテオン）
- 南国少年パプワくん（1992年 - 1993年、チャッピー）
- ファンタジーアドベンチャー 長靴をはいた猫の冒険（王様）

1994年
- 七つの海のティコ（ジェームス）
- 魔法陣グルグル（バド）
- 勇者警察ジェイデッカー（ピエーロ）

1995年
- 怪盗セイント・テール（橘）
- 忍たま乱太郎（板井野飛田、公家、曲芸師〈盗賊団の親分〉、男）

1996年
- 快傑ゾロ（エド）
- ドラゴンボールGT（1996年 - 1997年、亀仙人）
- ドラゴンボールZ（亀仙人〈2代目〉）

1998年
- タッチ Miss Lonely Yesterday あれから君は…（浅倉俊夫〈浅倉南の父〉）

1999年
- ごぞんじ!月光仮面くん（カマボコ社長）
- 名探偵コナン（1999年 - 2003年、岩間信夫、玄田隆徳）

2000年
- 陽だまりの樹（多磨屋弥左衛門）

2001年
- フルーツバスケット（祖父）

2002年
- ぱにょぱにょデ・ジ・キャラット（老紳士）

2011年
- 日常（ナレーション）

2019年
- 浦島坂田船の日常（校長先生）

### 劇場アニメ
1966年
- サイボーグ009（005 / ジェロニモ・ジュニア）※005は008と誤表記

1967年
- サイボーグ009 怪獣戦争（005 / ジェロニモ・ジュニア）
- 少年ジャックと魔法使い

1969年
- 巨人の星 行け行け飛雄馬
- 空飛ぶゆうれい船（政府高官）

1970年
- 巨人の星 大リーグボール

1972年
- ながぐつ三銃士（デカ）

1979年
- 未来少年コナン（グッチ）

1980年
- がんばれ!! タブチくん!! 初笑い第3弾 あゝツッパリ人生

1981年
- じゃりン子チエ（客1、遊園地の客）
- フリテンくん（課長）

1983年
- ナイン（新見克也の父）
- プロ野球を10倍楽しく見る方法（タブチ）

1984年
- 劇場版 名探偵ホームズ（宝石店の主人）
- プロ野球を10倍楽しく見る方法 PART2（タブチ）

1985年
- とんがり帽子のメモル（院長）

1986年
- ゲゲゲの鬼太郎 妖怪大戦争（虎造）
- タッチ 背番号のないエース（マスター）
- タッチ2 さよならの贈り物（マスター）

1987年
- タッチ3 君が通り過ぎたあとに（マスター）
- プロゴルファー猿 甲賀秘境!影の忍法ゴルファー参上!（福助）

1988年
- エスパー魔美 星空のダンシングドール（佐倉十朗）
- 陽あたり良好! KA・SU・MI 夢の中に君がいた（神父）

1989年
- それいけ!アンパンマン キラキラ星の涙（ジャムおじさん）

1990年
- それいけ!アンパンマン ばいきんまんの逆襲（ジャムおじさん）
- 殺人切符はハート色（美沙子の父親）

1991年
- それいけ!アンパンマン とべ! とべ! ちびごん（ジャムおじさん）
- それいけ!アンパンマン ドキンちゃんのドキドキカレンダー（ジャムおじさん）

1992年
- それいけ!アンパンマン つみき城のひみつ（ジャムおじさん）
- それいけ!アンパンマン アンパンマンとゆかいな仲間たち（ジャムおじさん）
- せんぼんまつばら 川と生きる少年たち（佐吉）

1993年
- クレヨンしんちゃん アクション仮面VSハイグレ魔王（北春日部博士）
- それいけ!アンパンマン 恐竜ノッシーの大冒険（ジャムおじさん）

1994年
- それいけ!アンパンマン リリカル☆マジカルまほうの学校（ジャムおじさん）
- それいけ!アンパンマン みんな集まれ! アンパンマンワールド（ジャムおじさん）

1995年
- それいけ!アンパンマン ゆうれい船をやっつけろ!!（ジャムおじさん）

1996年
- APO APOワールド ジャイアント馬場90分一本勝負（キングマルチノ）
- それいけ!アンパンマン 空とぶ絵本とガラスの靴（ジャムおじさん）
- それいけ!アンパンマン ばいきんまんと3ばいパンチ（ジャムおじさん）

1997年
- それいけ!アンパンマン 虹のピラミッド（ジャムおじさん）
- それいけ!アンパンマン ぼくらはヒーロー（ジャムおじさん）

1998年
- クレヨンしんちゃん 電撃!ブタのヒヅメ大作戦（アンジェラ青梅）
- それいけ!アンパンマン てのひらを太陽に（ジャムおじさん）
- それいけ!アンパンマン アンパンマンとおかしな仲間（ジャムおじさん）

1999年
- それいけ!アンパンマン 勇気の花がひらくとき（ジャムおじさん）
- それいけ!アンパンマン アンパンマンとたのしい仲間たち（ジャムおじさん）

2000年
- クレヨンしんちゃん 嵐を呼ぶジャングル（北春日部博士）
- それいけ!アンパンマン 人魚姫のなみだ（ジャムおじさん）
- それいけ!アンパンマン やきそばパンマンとブラックサボテンマン（ジャムおじさん）

2001年
- それいけ!アンパンマン ゴミラの星（ジャムおじさん）
- それいけ!アンパンマン 怪傑ナガネギマンとやきそばパンマン（ジャムおじさん）

2002年
- それいけ!アンパンマン ロールとローラ うきぐも城のひみつ（ジャムおじさん）
- それいけ!アンパンマン 鉄火のマキちゃんと金のかまめしどん（ジャムおじさん）

2003年
- それいけ!アンパンマン ルビーの願い（ジャムおじさん）
- それいけ!アンパンマン 怪傑ナガネギマンとドレミ姫（ジャムおじさん）

2004年
- それいけ!アンパンマン 夢猫の国のニャニイ（ジャムおじさん）
- それいけ!アンパンマン つきことしらたま〜ときめきダンシング〜（ジャムおじさん）

2005年
- それいけ!アンパンマン ハピーの大冒険（ジャムおじさん）
- それいけ!アンパンマン くろゆき姫とモテモテばいきんまん（ジャムおじさん）

2006年
- それいけ!アンパンマン いのちの星のドーリィ（ジャムおじさん）
- それいけ!アンパンマン コキンちゃんとあおいなみだ（ジャムおじさん）

2007年
- それいけ!アンパンマン シャボン玉のプルン（ジャムおじさん）
- それいけ!アンパンマン ホラーマンとホラ・ホラコ（ジャムおじさん）

2008年
- それいけ!アンパンマン 妖精リンリンのひみつ（ジャムおじさん）
- それいけ!アンパンマン ヒヤヒヤヒヤリコとばぶ・ばぶばいきんまん（ジャムおじさん）

2009年
- それいけ!アンパンマン だだんだんとふたごの星（ジャムおじさん）
- それいけ!アンパンマン ばいきんまんvsバイキンマン!?（ジャムおじさん）

2010年
- それいけ!アンパンマン ブラックノーズと魔法の歌（ジャムおじさん）
- それいけ!アンパンマン はしれ!わくわくアンパンマングランプリ（ジャムおじさん）

2011年
- それいけ!アンパンマン すくえ! ココリンと奇跡の星（ジャムおじさん）
- それいけ!アンパンマン うたって てあそび! アンパンマンともりのたから（ジャムおじさん）

2012年
- それいけ!アンパンマン よみがえれ バナナ島（ジャムおじさん）
- それいけ!アンパンマン リズムでてあそび アンパンマンとふしぎなパラソル（ジャムおじさん）
- やなせたかしシアター ハルのふえ（チョコパン）
- やなせたかしシアター アンパンマンが生まれた日（ジャムおじさん）

2013年
- それいけ!アンパンマン とばせ! 希望のハンカチ（ジャムおじさん）
- それいけ!アンパンマン みんなでてあそび アンパンマンといたずらオバケ（ジャムおじさん）

2014年
- それいけ!アンパンマン りんごぼうやとみんなの願い（ジャムおじさん）
- それいけ!アンパンマン たのしくてあそび ママになったコキンちゃん!?（ジャムおじさん）

2015年
- それいけ!アンパンマン ミージャと魔法のランプ（ジャムおじさん）
- それいけ!アンパンマン リズムでうたおう! アンパンマン夏まつり（ジャムおじさん）

2016年
- それいけ!アンパンマン おもちゃの星のナンダとルンダ（ジャムおじさん）

2017年
- それいけ!アンパンマン ブルブルの宝探し大冒険!（ジャムおじさん）

2018年
- それいけ!アンパンマン かがやけ!クルンといのちの星（ジャムおじさん）

2019年
- それいけ!アンパンマン きらめけ!アイスの国のバニラ姫（ジャムおじさん）

### OVA
1985年
- 魔法のプリンセス ミンキーモモ 夢の中の輪舞（王様）

1986年
- アーバンスクウェア 琥珀の追撃（上司）
- バリバリ伝説 PART I 筑波編（バイク屋のおっちゃん）

1987年
- 魔女っ子クラブ4人組 A空間からのエイリアンX（長官）

1989年
- 寒月一凍悪霊斬り（広斎）
- 機動戦士ガンダム0080 ポケットの中の戦争（ディック・ルムンバ）
- 敵は海賊〜猫たちの饗宴〜（ユイ博士）

1990年
- ウルトラ・スーパー・デラックスマン（片山）

1991年
- 銀河英雄伝説（ヘンスロー）
- 柔道部物語（五十嵐寛太）
- 迷走王ボーダー 社会復帰編（広川）

1992年
- 天地無用! 魎皇鬼（アンダーソン署長）
- なにわ遊侠伝（溝垣平吉）

2008年
- ドラゴンボール オッス!帰ってきた孫悟空と仲間たち!!（亀仙人）

### ゲーム
2001年
- 百獣戦隊ガオレンジャー（ナレーター）

2004年
- みんなのGOLFポータブル（タナカ）

2005年
- ドラゴンボールZ3（亀仙人）
- ドラゴンボールZ Sparking!（亀仙人）
- ふしぎの海のナディア〜Inherit the Bluewater〜（ジャンの叔父さん）

2006年
- 炎の宅配便（クモ男、クモ男改）

2007年
- ドラゴンクエストソード 仮面の女王と鏡の塔（ナッジ老師）
- ドラゴンボールZ 遥かなる悟空伝説（亀仙人）

2008年
- クレヨンしんちゃん 嵐を呼ぶ シネマランド カチンコガチンコ大活劇!
- ドラゴンボールDS（亀仙人）
- ドラゴンボールDS2 突撃!レッドリボン軍（亀仙人）

2009年
- ドラゴンボール改 サイヤ人来襲（ジャッキー・チュン）
- ドラゴンボール 天下一大冒険（亀仙人 / ジャッキー・チュン）

2010年
- アンパンマン にこにこパーティ（ジャムおじさん）

2012年
- ブレイブリーデフォルト フライングフェアリー（ユルヤナの老師）

2013年
- ブレイブリーデフォルト フォーザ・シークウェル（ユルヤナの老師）

### 吹き替え

#### 映画
- アーネスト、クリスマスを救え!（ジョー・カラザース〈オリヴァー・クラーク〉）
- 愛が微笑む時（ハル〈デヴィッド・ペイマー〉）
- アガサ 愛の失踪事件
- 悪魔たち、天使たち（ファーリー〈ロバート・ハリス〉）
- 悪魔の墓場（マーチン〈ホセ・ルイス・リファンテ〉）
- アニー（フリック）
- イヤー・オブ・ザ・ドラゴン（ミルトン・ビン）
- イルカの日（カーティス・マホニー〈ポール・ソルヴィノ〉）※LD版
- ウォーゲーム（スティーヴ〈マイケル・マドセン〉）
- エアポート'77/バミューダからの脱出（ウィリアムズ博士〈M・エメット・ウォルシュ〉）※テレビ朝日版
- エイリアン2（ヴァン・リューエン〈ポール・マクスウェル〉、トレヴァー・ウィズボウスキー）※テレビ朝日1989年版・テレビ朝日1993年版
- SOS北極... 赤いテント（マリアノ〈ドナタス・バニオニス〉）
- F/X2 イリュージョンの逆転（レイ・シラク警部〈フィリップ・ボスコ〉）※VHS版
- L.A.大捜査線/狼たちの街（トーマス・ベイトマン〈ロバート・ダウニー・シニア〉）
- エンゼル・ハート（スターン刑事〈エリオット・キーナー〉）※テレビ朝日版
- オーメン4（アール・ナイト〈マイケル・ラーナー〉）※ソフト版
- 黄金のランデブー（ドクター・トーブマン〈ロバート・ビーティ〉）
- 大いなる西部（ブラッキー / クラッカー・ヘネシー）※テレビ朝日新録版
- 狼よさらば（ジョー・チャールズ巡査）
- おかしなおかしな訪問者（ベルネ会長、エルベ神父）
- 男の闘い（フレイジャー）
- 俺たちは天使だ（タラン神父〈クリスチャン・クラヴィエ〉）
- ガス燈（ハドレストン刑事部長〈エドモンド・ブレオン〉）※テレビ東京版
- カトマンズの男（コルナック〈ポール・プレボワ〉）※テレビ東京版
- カプリコン・1（ホレス、ウォルター・ローリン）※テレビ朝日版
- 渇いた太陽（ジョージ・スカダー〈フィリップ・アボット〉）
- ガンバス（フリッツ〈ロナルド・レイシー〉、フォン・シュルッセル司令官）※VHS版
- 傷だらけの挽歌（メイス〈ラルフ・ウェイト〉）
- キスへのプレリュード（ジェリー・ブライアー〈リチャード・リール〉）※機内上映版
- 騎兵隊（カービー軍曹〈ジャドソン・プラット〉）※NETテレビ版
- キャスパー（スティンキー〈ジョー・アラスカイ〉）※VHS版
- キャプテン・キッドの宝島（ドロンフィールド〈モーリー・チェイキン〉）
- キラー・エリート（マック〈バート・ヤング〉）
- キングコング（ボーン〈ジュリアス・W・ハリス〉）※フジテレビ版
- 禁じられた遊び（ミシェルの父〈リュシアン・ユベール〉）※テレビ朝日版
- クリッター2（バス運転手）
- グレムリン2 新・種・誕・生（マーティン〈ドン・スタントン〉、ダフィー）※テレビ朝日版
- グレン・ミラー物語（質屋の店主）※テレビ東京版
- クロコダイル・ダンディー（ガス〈レジナルド・ヴェルジョンソン〉）※フジテレビ版
- クロコダイル・ダンディー2（リロイ・ブラウン〈チャールズ・S・ダットン〉）※フジテレビ版
- 軍用列車（バンロン〈ロイ・ジェンソン〉）※TBS版
- ケープ・フィアー（クロード・カーセク〈ジョー・ドン・ベイカー〉）※テレビ朝日版
- 激走!5000キロ（エース・プレストン）※TBS版
- コードネームはファルコン
- ゴーリキー・パーク
- ゴールデン・チャイルド（アメリカ人）※テレビ朝日版
- 恋はデジャ・ブ（ネッド・ライアソン〈スティーヴン・トボロウスキー〉）
- 高校教師（マルチェロ〈レナート・サルヴァトーリ〉）
- 荒野の襲撃!人質救出作戦（トビー）
- コットンクラブ（アバダバ・バーマン〈アレン・ガーフィールド〉）※TBS版
- 5枚のカード（フレッド・カーソン）
- 殺したい女（ヘンリー・ベントン署長〈ウィリアム・G・シリング〉）
- さいはての用心棒（ピット軍曹〈ネロ・パッツァフィーニ〉）※TBS版
- ザ・シークレット・サービス（サンフォード・リッグス）※ソフト版
- サムライ（警部〈ロジェ・フラデ〉）※テレビ東京版
- 猿の惑星（看守）※フジテレビ版
- シーウルフ（ウィルトン〈ケネス・グリフィス〉）※テレビ東京版
- JFK（ディーン・アンドリュース〈ジョン・キャンディ〉）※テレビ朝日版
- 地獄の7人（CIAエージェント）
- 地獄の勇者たち（ジェフ・カウフマン〈クラウス・キンスキー〉）
- 7月4日に生まれて（従軍牧師〈R・D・コール〉）※テレビ朝日版
- シティ・オブ・ジョイ（ハザリ・パル〈オム・プリ〉）
- ジャーニーズ・エンド（ハーディ大尉）
- ジャック・サマースビー（パウエル牧師〈ウィリアム・ウィンダム〉）※ソフト版
- 13日の金曜日 PART6 ジェイソンは生きていた!（ラリー〈アラン・ブルーメンフェルド〉）
- 終身犯（ジェス・ヤンガー）※TBS版
- ジョニーは戦場へ行った（マイク・バークマン〈チャールズ・マッグロー〉、テイムロン伍長）
- シンシナティ・キッド（ピッグ）※フジテレビ版
- 新シャーロック・ホームズ おかしな弟の大冒険（ワトソン〈ソーリー・ウォルターズ〉）
- 人類SOS!トリフィドの日（ソームズ医師）※テレビ東京版
- スーパーマンIII/電子の要塞
- スカーレット&ブラック（ラインハルト・ベック〈マイケル・バーン〉）
- スティング（クレメンス、レオナード、黒手袋の男）※テレビ朝日版
- スリーメン&リトルレディ（ヒューイット牧師〈ジョナサン・リン〉）※ソフト版・スター・チャンネル版
- 西部決闘史
- セブンス・カース（イー〈ニー・クァン〉）
- 戦場（ファーガソン〈ジェームズ・フォックス〉）
- 戦場のガンマン（マッカーシー軍曹〈サル・ボージェス〉）
- 続・大都会の青春（エディ・ダンカン）
- 底抜け再就職も楽じゃない（ボーフーパー〈ジェリー・ルイス〉）
- ダーティハリー2（ルウ・ガズマン〈クリフォード・A・ペロー〉）※フジテレビ版、（ビル、検視官）※テレビ朝日版
- ダーティハリー4（エディ）
- 第十七捕虜収容所（シュルツ軍曹）※フジテレビ新録版
- タイトロープ（ロルフ）※フジテレビ版
- ダイ・ハード2（アル・パウエル巡査部長〈レジナルド・ヴェルジョンソン〉）※テレビ朝日版
- タイムトラベラー きのうから来た恋人（カルヴィン・ウェバー〈クリストファー・ウォーケン〉）
- 大陸横断超特急（ラルストン〈スキャットマン・クローザース〉）※LD版、（ボブ・スウィート〈ネッド・ビーティ〉）※テレビ朝日版
- 大列車強盗（ハランビー〈ジェームズ・コシンズ〉、コノート）※TBS版
- 戦うパンチョ・ビラ
- 脱走特急（ボステック軍曹〈ブラッド・デクスター〉）※TBS版
- 007は二度死ぬ（アメリカ人外交官）※TBS版
- 小さな恋のメロディ（少年旅団キャプテン）※テレビ朝日版・LD版
- チャイルド・プレイ3（コクラン大佐〈デイキン・マシューズ〉）
- ツインズ（バート・クレイン〈モーリー・チェイキン〉）※テレビ朝日版
- ツイン・ドラゴン（ウィン）※フジテレビ版
- D2 マイティ・ダック（ドン・ティブルス〈マイケル・タッカー〉）
- テキサス魂（アンダーソン保安官〈アーチ・ジョンソン〉）※テレビ朝日版
- 逃走迷路（トラック運転手〈マレイ・アルパー〉）※日本テレビ版
- 遠い国（アイヴス）※フジテレビ版
- 特攻大作戦（ペドロ・ヒメニッツ〈トリニ・ロペス〉）
- ドリームチャイルド（帽子屋、編集員、運転手、声優）※テレビ朝日版
- 砦の29人（ディーン〈ジョン・クロフォード〉）※TBS版
- ナショナル・ランプーン/クリスマス・バケーション（エディ・ジョンソン〈ランディ・クエイド〉）
- ナチュラル・ボーン・キラーズ（エド・ウィルソン〈ロドニー・デンジャーフィールド〉）
- ナバロンの嵐 ※テレビ東京版
- ニュー・シネマ・パラダイス（スパッカフィーコ）
- ネバーエンディング・ストーリー3（ロックバイター夫人）※テレビ朝日版
- ハーツ・アンド・マインズ/ベトナム戦争の真実（ジョン・フォスター・ダレス、ロナルド・レーガン）
- ハードカバー/黒衣の使者（ホテル支配人）
- ハーレム・ナイト（フィル・カントン〈ダニー・アイエロ〉）※ソフト版
- 破壊!（ケネフィック主任〈ジョン・ローレンス〉）
- 白鯨（ペレグ〈マーヴィン・ジョーンズ〉）※TBS版
- バグジー（ジャック・ドラグナ〈リチャード・C・サラフィアン〉）
- 裸の銃を持つ男PART2 1/2（アール・ハッカー〈リチャード・グリフィス〉）※ソフト版
- バック・トゥ・ザ・フューチャー PART3（ヒューバート町長〈ヒュー・ギリン〉、有刺鉄線のセールスマン〈リチャード・ダイサート〉）※ソフト版
- バックドラフト（シュミット〈ジャック・マクギー〉）※フジテレビ版
- ハドソン・ホーク（競売人）※ソフト版
- パラダイス・アーミー（ハルカ軍曹〈ウォーレン・オーツ〉）
- パラダイス・アレイ（バープ〈ジョー・スピネル〉）
- 薔薇の素顔（マルティネス〈ルーベン・ブラデス〉）※ソフト版
- ハロー・ドーリー!（ルドルフ・ライゼンウェバー〈デヴィッド・ハースト〉）※LD版
- ハロウィン（ローリーの父、墓地管理人〈アーサー・マレット〉）
- 引き裂かれたカーテン（農場主〈モート・ミルズ〉）※フジテレビ版
- 評決のとき（カール・リー・ヘイリー〈サミュエル・L・ジャクソン〉）※ソフト版
- フェリーニのアマルコルド（ラッロおじさん）
- 不機嫌な赤いバラ（フレデリック〈リチャード・グリフィス〉）
- 不思議なペットショップ（ミスター・ズイム）
- フック
- フリック・ストーリー（ジャン＝バティスト・ビュイッソン）
- ブルースチール（フランク・ターナー〈フィリップ・ボスコ〉）※フジテレビ版
- ブルース・ブラザース（ボブ〈ジェフ・モリス〉、クラリオン・レコードの社長）※フジテレビ新録版
- フレンチ・コネクション2（オランダ人船長）
- ブロードウェイのダニー・ローズ（ジョニー・リスポリ〈エドウィン・ボード〉）
- ベルサイユのばら（ルイ16世）
- ボールズ・ボールズ
- 北海ハイジャック（へリング）※フジテレビ版
- マイティ・ジョー（ハリー・ルーベン〈デヴィッド・ペイマー〉）※ソフト版
- マイ・ブルー・ヘブン（リッチー〈ロン・カラバツォス〉）
- マシンガン・パニック/笑う警官（ジェンドリック医師）
- マスク（レッド〈ハリー・ケイリー・ジュニア〉、ノーマン・カプラン先生）
- M★A★S★H マッシュ（ヴォルマー）※フジテレビ版、（アグリー・ジョン）※LD版
- 窓・ベッドルームの女（弁護士〈ウォーレス・ショーン〉）
- マニアック・コップ（グルーバー医師、ラブジョイ刑事）
- マネー・ピット（ジャック・シュニットマン〈ジョシュ・モステル〉、ジェームズ〈フランキー・フェイソン〉）※TBS版
- マネキン（ハリウッド・モントローズ〈メシャック・テイラー〉）
- マネキン2（ハリウッド・モントローズ〈メシャック・テイラー〉）※テレビ朝日版
- ママのフィアンセ/結婚に異議あり!（レッド・スウィーニー〈アート・ラフルー〉、フランク・ジェームズ・レンダ）
- ミシシッピー・バーニング ※テレビ朝日版
- Mr.Boo!インベーダー作戦（クアン局長）
- 南から来た用心棒（クレイ）※TBS版
- メガフォース（エガストラム〈ジョージ・ファース〉）
- メル・ブルックス/逆転人生（フュームズ〈テディ・ウィルソン〉）
- 許されざる者
- 夜霧のマンハッタン（キャヴァナウ刑事〈ブライアン・デネヒー〉）※テレビ東京版
- ラッシー（アポロ）
- リオの男（ディ・カストロ〈アドルフォ・チェリ〉）※TBS版
- リオ・ブラボー（カルロス〈ペドロ・ゴンザレス=ゴンザレス〉）※テレビ朝日新録版
- ルチオ・フルチの マーダロック（ボージス警部〈コッシモ・シニエリ〉）
- 霊幻道士完結篇 最後の霊戦（和尚〈ウー・マ〉）
- レマゲン鉄橋（ホルツガング）※テレビ東京旧録版
- ローマの休日（タクシー運転手〈アルフレッド・リゾ〉）※ソフト版
- ロケッティア ※テレビ朝日版
- ロッキー（アポロのトレーナー〈トニー・バートン〉）
- ロボコップ2（ポロス〈フィル・ルーベンスタイン〉）※テレビ朝日版
- ワイルド・ギース（ウィッティ・アーサー〈ケネス・グリフィス〉、ランディ）
- ワイルドキャッツ（ベン・エドワーズ〈二プシー・ラッセル〉）
- ワンス・アポン・ア・タイム・イン・チャイナ&アメリカ 天地風雲（ロン）
- わんぱくデニス（ヘンリー・ミッチェル〈ロバート・スタントン〉）

#### ドラマ
- アウター・リミッツ（マリオ、刑事）
- アメリカン・ヒーロー #8（アル）
- アンジェラ 15歳の日々（リチャード・カティムスキー〈ジェフ・ペリー〉）
- うわさの刑事 テキーラとボネッティ（テキーラ〈ブラッド・サンダース〉）※WOWOW版
- がんばれ!ベアーズ シーズン2 #7（ホームレス）
- 恐竜家族
- 警察署長（ニュート・マレイ〈ジョン・グッドマン〉、フレッド・ミッチェル）
- 刑事コジャック シーズン1 #16（ロイド・テイタム）
- 刑事コロンボシリーズ
  - 野望の結末（ミラー）
  - 5時30分の目撃者（ハント医師、ゲイリー・ケプラー）
  - 秒読みの殺人（バーク刑事）
- 刑事スタスキー&ハッチ シーズン1 #13（ヴィニー〈ゴードン・ジャンプ〉）
- こちらブルームーン探偵社
  - パイロット版（質屋の店主）
  - シーズン2 #4（ポッター）
  - シーズン5 #13（カパトキン〈ジョー・グリファシ〉）
- ザ・ハイツ 青春のラプソディー（サム・モリス〈アラン・ブルーメンフェルド〉）
- ジェシカおばさんの事件簿（ベン・ギボンズ〈マイケル・コンスタンチン〉）
- シドニー・シェルダンの明日があるなら（ウィリー、チャールズの父、ヴァーノン・アッカーマン）※テレビ東京版
- シャーロック・ホームズの冒険 ソア橋のなぞ（ファーガスン）
- 私立探偵マグナム シーズン2 #1（ビリー・ジョー・ボブ・リトル〈ジェームズ・ホイットモア・Jr〉）、#11（ホワイト）
- 新スタートレック（アーガイル機関部長、その他多数）
- 新スパイ大作戦 アボリジニの呪い（ガードマン、アラブ人）
- 新・ヒッチコック劇場 シーズン1 #13（警部補〈トム・アトキンス〉）
- スティーヴン・キングのゴールデン・イヤーズ（モーランド少佐〈スティーヴン・ルート〉、バス運転手〈スティーヴン・キング〉）
- スパイ大作戦 殺し屋製造工場（洗濯物の袋を吊るす男）
- SOAP ソープ シーズン2 #15（ランス〈チャールズ・ハラハン〉）
- ダークスカイ（プール牧師〈ロジャー・アール・ブラウン〉）
- 地上最強の美女たち!チャーリーズ・エンジェル
  - シーズン1 #18（ジョージ・ヘルヴァーセン）
  - シーズン2 #3（ビリー〈ジェームズ・ギャモン〉）、#9（セス・コーディ）、#25（バーテンダー）
  - シーズン3 #4（ジェイク・メドウズ）
- 地上最強の美女バイオニック・ジェミー2
  - #3 「ナッシュビルに愛をこめて」
  - #6 「ゴールドマン局長暗殺指令(PART3)」
- 超音速攻撃ヘリ エアーウルフ
  - シーズン2 #8（ハンドリー）
  - シーズン3 #5（シュランコフ〈アルバート・ポールセン〉）、#13（ムース〈トニー・バートン〉）、#21（チャーリー・キャラハン）
- ツイン・ピークス（エモリー・バティス）
- 特捜刑事マイアミ・バイス
  - シーズン1 #6（ジェリー・キャロウ）
  - シーズン2 #14（ラリー・サーモンド〈ジョン・ハード〉）
  - シーズン4 #14（スピード・スタイルズ〈オリヴァー・プラット〉）
- 特攻野郎Aチーム
  - シーズン1 #9（マーフィ保安官、ビル・マーサー社長）
  - シーズン2 #10（カール・デンハム）
  - シーズン3 #9（コルドバ大尉）、#13（スキーター）、#17（ミークス）、#20（ジョナサン・ダーセル）、#23（ジェイソン・ウェッブ）
  - シーズン4 #11（ブッチ）、#15（ハーム）
  - シーズン5 #10（ブラザー・フランシスコ）
- トップモデル諜報員 カバー・アップ（アラン・ロックウッド〈ゲイリー・ロックウッド〉）
- ナイトライダー（ジュリアン・グローブス〈トニー・ドウ〉、ディモン〈ジョン・スナイダー〉）
- ヒルストリート・ブルース（ロブ・ネルソン）
  - シーズン1 #4（スリック）
  - シーズン2 #7（ウィリアム・ティーチャー〈アート・エヴァンス〉）
  - シーズン5 #16（アルバート・ディジャルダン、ジョージ・ケナー）
  - シーズン6 #5（デヴィッド・バウアー巡査）
- ふたりは最高!ダーマ&グレッグ シーズン5 #11（ミゲル〈ウィリアム・マルケス〉）
- フラグルロック
- ブルー・サンダー（ケン・ロールズ〈エド・グローバー〉）
- フルハウス（ビル・ストローブリッジ社長〈リチャード・ポール〉）
- ポリスストーリー/許されぬ誤ち（ブラムレット〈ハリー・ガーディノ〉）
- 名探偵ポワロ ※NHK版
  - エンドハウスの怪事件（バート・クロフト）
  - なぞの遺言書（ピーター・ベーカー）
  - ヒッコリーロード殺人事件（医師、牧師）
- 野生のエルザ（ヌル〈ピーター・ルコイエ〉）
- ヤングライダーズ シーズン1 #21（フェラン知事）
- 愉快なシーバー家 シーズン1 #10（マクロスキー医師〈リチャード・マッケンジー〉）

#### アニメ
- キャスパーのクリスマス（スニベル）
- ザ・シンプソンズ（ブリーディング・ガムズ・マーフィー）
- シルベスター&トゥイーティー ミステリー
- 新くまのプーさん（ズオウの父〈初代〉）
- スター・ウォーズ ドロイドの大冒険（ヨルポ・モグ）※DVD版
- タイニー・トゥーンズ（エルマー・ファッド、ポーキー・ピッグ 他）
- チキチキマシン猛レース（冒頭ナレーション）※ビデオ版
- チップとデールの大作戦（パパ）※新吹き替え版
- ドラ猫大将（ディブル・ダブル）※VHS版
- バッグス・バニーのぶっちぎりステージ（エルマー・ファッド〈2代目〉、ポーキー・ピッグ〈2代目〉）
- バットマン（ルシアス・フォックス〈初代〉）
- ビアンカの大冒険 ゴールデン・イーグルを救え!（ドクター・マウス〈バーナード・フォックス〉）
- ふしぎの国のアリス（セイウチ）※TBS版
- 不思議の森の妖精たち（スタンプ〈チーチ・マリン〉）
- 新弱虫クルッパー（クルッパー）
- わんぱくダック夢冒険（テラ・ファーミアン王、ゴロツキダン 他）

#### 海外人形劇
- 海底大戦争 スティングレイ そこに爆薬が!
- ジョー90 消えた天才ピアニスト

### 特撮
1966年
- ウルトラQ（病院の見舞い客の声〈第11話〉）

1967年
- 忍者ハットリくん+忍者怪獣ジッポウ（KKK社長の声〈第17話〉）

1968年
- ウルトラセブン（機長の声〈第24話〉）
- 戦え! マイティジャック（副官の声〈第2話〉）

1972年
- シルバー仮面（ローム星人の声）
- 人造人間キカイダー（オレンジアントの声、ゴールドウルフの声、キンイロコウモリの声、クロカメレオンの声、ミドリマンモスの声）
- 超人バロム・1（ミイラルゲの声）

1973年
- アイアンキング（タイタニアン7号の声）
- イナズマン（カゼバンバラの声、アクマバンバラの声）
- キカイダー01（シャドウミイラの声、コムソウドクロの声、シャドウ鬼ヒトデ2号の声）
- 人造人間キカイダー（アカネイカの声、ブラックハリモグラの声、クワガタブルーの声、アカ地雷ガマの声）
- 飛び出す人造人間キカイダー（マダラスナトカゲの声）
- 鉄人タイガーセブン（黒仮面の声）
- 風雲ライオン丸（ケカビーの声、マジンの声、ガムジンの声、ガンの声）

1974年
- イナズマン（ホシバンバラの声）
- がんばれ!!ロボコン（ロボリキの声、深川副市長の声〈第89話〉）
- キカイダー01（宇宙人ロボットの声）

1975年
- ウルトラマンレオ（ウルトラマンキングの声〈第50話〉）
- 秘密戦隊ゴレンジャー（日輪仮面の声、鉄の爪仮面の声、大ナタ仮面の声）

1976年
- アクマイザー3（ゴルゴンの声、師団長ゲベルの声）
- 秘密戦隊ゴレンジャー（電話仮面の声、妖貝仮面の声、時計仮面の声、カンキリ仮面の声、ピアノ仮面の声）

1978年
- UFO大戦争 戦え! レッドタイガー（ギオー指揮官の声）

1979年
- バトルフィーバーJ（ヒダリテ怪人の声）
- ふしぎ犬トントン（トントンの声〈2代目〉）

1985年
- 電撃戦隊チェンジマン（航海士ゲーターの声）
- 電撃戦隊チェンジマン（劇場版）（航海士ゲーターの声）
- 電撃戦隊チェンジマン シャトルベース! 危機一髪!（航海士ゲーターの声）
- 月曜ドラマランド「ゲゲゲの鬼太郎」（一反木綿の声）

1986年
- 時空戦士スピルバン（ニュー戦闘機械人ユメパックンの声）

1993年
- 五星戦隊ダイレンジャー（ハニワ腹話術師の声）

1996年
- ビーファイターカブト（石貝侍従ドードの声）

2001年
- 百獣戦隊ガオレンジャー（ナレーター、ガオゴッドの声）
- 劇場版 百獣戦隊ガオレンジャー 火の山、吼える（ナレーター）
- 百獣戦隊ガオレンジャーVSスーパー戦隊（ナレーション）
- 対決! ガオレンジャーVSガオシルバー 炎のピヨちゃんたんじょう!（ガオゴッドの声）

### CD
- 「金字塔」中村一義（「犬と猫 再び」のボイス）
- 黄龍の耳　ドラマCD1巻（大河内）

### CM
- マルオ不動産（千葉県ローカルCM、1989年 - 1990年） - ナレーションおよび、不動産屋社員役として実写出演。
- 西武開発
- 大阪ガス
- 浜食
- 水戸証券（1979年）
- カーズ2 Blu-ray
- ヤクルト本社ミルミル
- 安田のおでん種
- ムヒ キズテープC（ジャムおじさん）
- バンダイ ほんとうにたべられる 電子レンジでパン工場（ジャムおじさん）
- バンダイ 歌って点太くん（1987年）持田香織らと実写出演。
- 東芝ライテック メロウルックD（サザエさんとタイアップ時）（フグ田マスオ）
- ケンタッキーフライドチキン「生姜母さんの新メニュー」篇（ナレーション、2012年）
- アートネイチャーMRP MACH（ナレーション、2013年） 若本規夫と共演
- JAバンク「マイカーローン」、「住宅ローン」（フグ田マスオ）
- くるまのハヤシ（岡山県と香川県にある軽自動車の未使用車専門店）中古車屋で品定め中に自宅に店の感想を電話で家族に伝える人の役（出演者は一瞬映る家族役の人だけで本人は声だけの出演）2014年
- ダイドー うまみブレンド
- 森永製菓ペッツ
- セイコーマート ホットシェフフライドチキン
- 日本経済新聞社「日経電子版」

### その他
- 数の世界（NHK教育、博士）
- こどもにんぎょう劇場（NHK教育）
  - 「牛方と山姥」（牛方）
  - 「さると殿様」（若者）
  - 「海をわたったねずみたち」
  - 「じゅげむじゅげむ」（ナレーター）
  - 「ものぐさたろう」（三郎）
  - 「げたの音」
  - 「うさぎとかめ」
  - 「彦市ばなし」
  - 「イソップときつね」（きつね）
  - 「くもの糸」（亡者）
  - 「ふしぎなひしゃく」（犬、男）
  - 「みどりのゆび」（ムスターシュ）
- 土曜スペシャル（ナレーション）
- ビートたけしのTVタックル（ナレーション）
- ぶらり途中下車の旅（2011年8月27日、9月3日、9月17日、9月24日）夏季休暇中の滝口順平の代理（8月29日に滝口は死去しており、9月3日分は追悼企画のナレーション）
- 有吉くんの正直さんぽ（ナレーション）
- シルシルミシルさんデー（2012年10月7日）（コロネおじさんの声）
- 諏訪部順一のとびだせ!のみ仲間（AT-X　2014年8月 - 2020年1月）（ナレーション）
- お坊さんバラエティ ぶっちゃけ寺（ナレーション）
- ゴキブリキャップ（タニサケ）（ゴキゾー）
- 世界一周 魅惑の鉄道紀行（2016年5月2日 - 、BS-TBS） - コンシェルジュ（不定期）
- 終わった人（映画予告編ナレーション）

## 著書
- 『マスオさんの美味しい味噌づくり : 若さと健康のモトここにあり』じゃこめてい出版、1995年。ISBN 978-4880433431。
- 『陽だまりのマスオさん―マスオさんの“都会のなかの田舎ぐらし”』KIBA BOOK、1997年。ISBN 978-4916158123。
- 『マスオさんのみそづくり指南: つくろう食べよう手前みそ』家の光協会、2001年。ISBN 978-4259539962。
- 『マスオさんが教えてくれたこと : 自然派マスオさんに学ぶ幸福の見つけ方』廣済堂出版、2013年。ISBN 978-4331517239。